# Hatvan
Hatvan è una città di 21.140 abitanti situata nella contea di Heves, nell'Ungheria settentrionale.
Il 2 aprile 1849 vi si svolse una battaglia della Rivoluzione ungherese. 

## Amministrazione

### Gemellaggi
- Lanškroun, Repubblica Ceca
- Skuodas, Lituania
- Târgu Secuiesc, Romania
- Hamar, Norvegia
- Skövde, Svezia
- Kokkola, Finlandia
- Maassluis, Paesi Bassi
- Tavarnelle Val di Pesa, Italia